# La Méthode scientifique
Ne doit pas être confondu avec Méthode scientifique.
La Méthode scientifique est une émission de radio française de vulgarisation scientifique coproduite par Nicolas Martin et Antoine Beauchamp, diffusée sur France Culture de 2016 à 2022.

## Description
À travers des chroniques et l'interview de scientifiques invités, La Méthode scientifique aborde autant les sciences dures que la science du vivant et les sciences humaines et sociales.
L'émission parle des grandes thématiques pour séquencer la semaine : le lundi des sujets consacrés à l'Homme (paléontologie, biologie, etc.), le mardi des sujets consacrés à l'espace (astronomie, astrophysique, etc.), le mercredi des sujets consacrés au futur, le jeudi des sujets consacrés à l'histoire de la science et le vendredi une table ronde consacrée à l'actualité scientifique, ou bien à la science-fiction, en littérature, au cinéma. Certaines émissions, généralement le jeudi, étaient aussi consacrées à un grand entretien où l'animateur recevait une grande figure de la science, de la vulgarisation scientifique, ou de la science-fiction.
L'émission tire son nom de la méthode scientifique, qui se caractérise « par le recours à l'expérience ou à l'expérimentation ». Dans cette même thématique, son slogan était : « Jusqu'à preuve du contraire ».

## Diffusion
La Méthode scientifique est diffusée sur France Culture du 29 août 2016 au 30 juin 2022, du lundi au vendredi de 16 heures à 17 heures.
À la fin de l'émission du 27 juin 2022, Nicolas Martin annonce la dernière émission pour le 1er juillet 2022, ainsi que son départ de France Culture à l'issue de la saison. Il précise dans une interview donnée à Télérama que son départ est lié à des raisons de santé, dues à un surmenage.
Depuis le 29 août 2022, Natacha Triou anime à la même heure l'émission La Science, CQFD, dans la même thématique et avec la même équipe, hormis Alexandra Delbot, qui présente le Journal des sciences (environ six minutes) en toute dernière partie de la matinale, juste avant 9 heures.

## Équipe de l'émission

### Animateur et chroniqueurs
L'émission était présentée par Nicolas Martin, qui partageait l'antenne chaque jour avec plusieurs chroniqueurs, notamment avec Natacha Triou qui animait la chronique de début d'émission « Le Journal des sciences », Antoine Beauchamp (reporter et animateur remplaçant) et Céline Loozen pour le « Reportage du jour » pendant l'émission[réf. nécessaire].

### Équipe de production
L'émission était produite par Nicolas Martin, en collaboration avec Antoine Beauchamp, Ève Étienne, Noémie Naguet de Saint Vulfran et Céline Loozen. La réalisation était assurée par Olivier Bétard.

## Audiences
Selon Médiamétrie, l'émission réunissait 200 000 auditeurs quotidiennement et son podcast était écouté 2,18 millions de fois par mois.

## Génériques
- Générique de début de l'émission : Music to Watch Space Girls By (issu de l'album Leonard Nimoy Presents Mr. Spock's Music from Outer Space), de Leonard Nimoy[6].
- Générique de fin de l'émission : Says (issu de l'album Spaces), de Nils Frahm.

Les génériques de fin ont changé au fil des saisons.